# Olszewo (Sompolinek)
Olszewo – część wsi Sompolinek w Polsce, położona w województwie wielkopolskim, w powiecie konińskim, w gminie Sompolno.
W latach 1975–1998 Olszewo należało administracyjnie do województwa konińskiego.